# Tsauchab

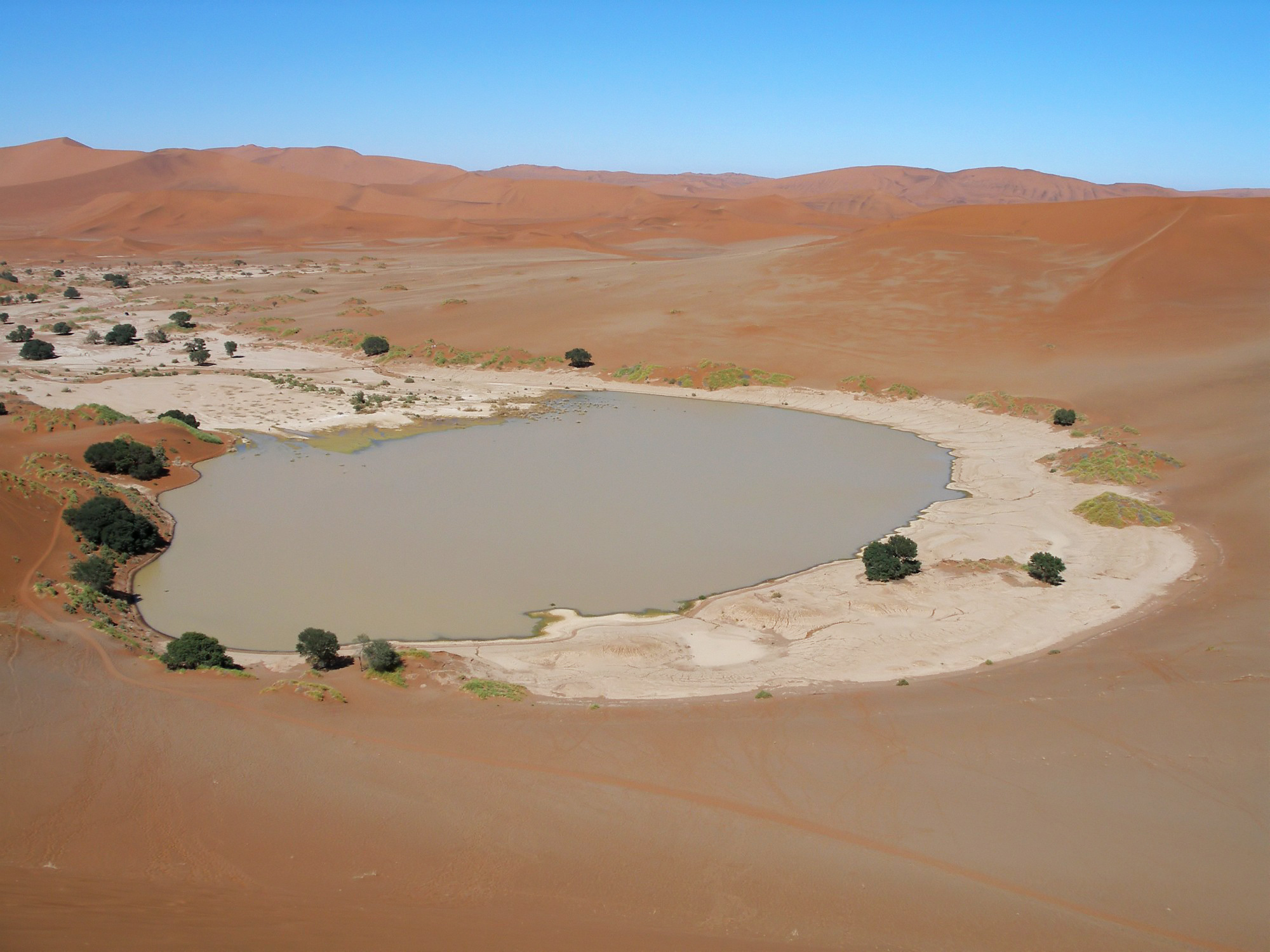
Un piccolo lago formato dallo Tsauchab dopo una pioggia intensa

Lo Tsauchab è un fiume della Namibia, situato nel deserto del Namib, presso la parte meridionale della catena dei Monti Naukluft. È asciutto quasi tutto l'anno; il suo corso, lungo circa 100 km, si riempie d'acqua solo in occasione di piogge particolarmente intense, e in queste occasioni può trasformarsi in poche ore in un corso d'acqua estremamente potente e rapido. 
Uno dei tratti più noti dello Tsauchab è quello formato dal canyon di Sesriem, lungo circa un chilometro, profondo fino a 30 metri e in alcuni tratti piuttosto stretto (fino a un minimo di due metri). Dopo il canyon, il fiume si allarga, e attraversa tratti di foresta fluviale dirigendosi verso Sossusvlei.